# Lijst van beschermd erfgoed in Péruwelz
Onderstaande tabel geeft een overzicht van de beschermde erfgoederen in de gemeente Péruwelz. Het beschermd erfgoed maakt deel uit van het cultureel erfgoed in België.
| Object                                                                                      | Bouwjaar/architect | Deelgemeente | Adres                  | Coördinaten                   | Nummer?                | Afbeelding                                                                              |
| ------------------------------------------------------------------------------------------- | ------------------ | ------------ | ---------------------- | ----------------------------- | ---------------------- | --------------------------------------------------------------------------------------- |
| Huis: voorgevel en dak voorzijde                                                            |                    |              | Grand-Place n°4        | 50° 30' 36" NB, 3° 35' 40" OL | 57064-CLT-0002-01 Info |                                                                                         |
| Ruïnes van kasteel en gemeentelijk park E. Simon                                            |                    |              |                        | 50° 30' 30" NB, 3° 35' 28" OL | 57064-CLT-0003-01 Info | Ruïnes van kasteel en gemeentelijk park E. Simon                                        |
| Toren en portaal van kerk Saint-Quentin                                                     |                    |              |                        | 50° 30' 27" NB, 3° 35' 22" OL | 57064-CLT-0004-01 Info | Toren en portaal van kerk Saint-Quentin                                                 |
| Pastorie en parochie Quentin: gevels en daken                                               |                    |              | rue de Sondeville, n°2 | 50° 30' 26" NB, 3° 35' 22" OL | 57064-CLT-0005-01 Info | Pastorie en parochie Quentin: gevels en daken                                           |
| Ensemble van de toren en de portiek van kerk Saint-Quentin, de pastorie en hun omgeving     |                    |              |                        | 50° 30' 25" NB, 3° 35' 22" OL | 57064-CLT-0006-01 Info | Ensemble van de toren en de portiek van kerk Saint-Quentin, de pastorie en hun omgeving |
| Dreef van Verte Chasse                                                                      |                    |              |                        | 50° 30' 24" NB, 3° 35' 34" OL | 57064-CLT-0007-01 Info | Dreef van Verte Chasse                                                                  |
| Kerk Saint-Géry                                                                             |                    |              |                        | 50° 31' 45" NB, 3° 35' 14" OL | 57064-CLT-0010-01 Info | Kerk Saint-Géry                                                                         |
| Muziekkiosk, gemeentelijk park                                                              |                    |              |                        | 50° 30' 31" NB, 3° 35' 35" OL | 57064-CLT-0011-01 Info | Muziekkiosk, gemeentelijk park                                                          |
| Huis "Pavot" en het ensemble van het huis en diens omgeving                                 |                    |              | rue Astrid n°11        | 50° 30' 41" NB, 3° 35' 33" OL | 57064-CLT-0012-01 Info |                                                                                         |
| Station                                                                                     |                    |              | rue des Français       | 50° 30' 49" NB, 3° 35' 30" OL | 57064-CLT-0013-01 Info |                                                                                         |
| Park van kasteel "La Roseraie"                                                              |                    |              |                        | 50° 30' 20" NB, 3° 35' 29" OL | 57064-CLT-0014-01 Info |                                                                                         |
| Huis Roland: gevels en daken                                                                |                    |              | rue Albert Ier n°20    | 50° 30' 32" NB, 3° 35' 29" OL | 57064-CLT-0015-01 Info |                                                                                         |
| Huis: gevels en daken                                                                       |                    |              | Grand-Place n°38       | 50° 30' 36" NB, 3° 35' 32" OL | 57064-CLT-0016-01 Info |                                                                                         |
| Oude wasplaats "bassin Dubuisson", gemeentelijk park                                        |                    |              |                        | 50° 30' 30" NB, 3° 35' 29" OL | 57064-CLT-0017-01 Info | Oude wasplaats "bassin Dubuisson", gemeentelijk park                                    |
| Huis genaamd "Château Petit": gevels en daken                                               |                    |              | rue Albert Ier, n°56   | 50° 30' 29" NB, 3° 35' 25" OL | 57064-CLT-0018-01 Info |                                                                                         |
| Kasteel van Fontenelle: gevels, daken en bijgebouwen, en omgeving waaronder de toegangsbrug |                    |              | rue du Coron, n°6 (S)  | 50° 32' 24" NB, 3° 32' 38" OL | 57064-CLT-0019-01 Info |                                                                                         |
| Basiliek Notre-Dame-de-Bon-Secours                                                          |                    |              | place Jean Absil n°3   | 50° 29' 50" NB, 3° 36' 26" OL | 57064-CLT-0021-01 Info | Basiliek Notre-Dame-de-Bon-Secours                                                      |